# Lype vietnamella
Lype vietnamella är en nattsländeart som beskrevs av Wolfram Mey 1996. Lype vietnamella ingår i släktet Lype och familjen tunnelnattsländor. Inga underarter finns listade i Catalogue of Life.